# Sailing the Seas of Cheese
Sailing the Seas of Cheese ist das zweite Studioalbum und das erste Album auf einem Major-Label der Band Primus. Es erschien 1991 bei Interscope Records.

## Hintergrund
Aus dem am 14. Mai 1991 auf Interscope Records erschienenen Album wurden die drei Singles Jerry Was a Race Car Driver, Tommy the Cat (mit einem Gastauftritt von Tom Waits) und Those Damned Blue-Collar Tweekers ausgekoppelt.
Los Bastardos beinhaltet Samples aus der BBC-Fernsehserie The Young Ones: unter anderem „Shut up, you bastards!“, „You just called me a bastard, didn't you?“ und „Mike, you bastard!“.
Der Ausruf „Dog will hunt“ in dem Titel Jerry Was a Race Car Driver ist ein Zitat aus dem Film The Texas Chainsaw Massacre 2.
Der Titel Eleven ist im 11/8-Takt gehalten, was sich im Namen des Titels niederschlägt.
Die Textpassage „Sail the seas of cheese“ wird von Primus auf dem nächsten Studio-Album Pork Soda in dem Titel DMV zitiert.

## Titel
Texte: Les Claypool, Musik: Primus, soweit nicht gesondert ausgewiesen.
| Nr.          | Titel                                               | Gitarren von | Länge |
| ------------ | --------------------------------------------------- | ------------ | ----- |
| 1.           | Seas of Cheese                                      |              | 0:42  |
| 2.           | Here Come the Bastards                              |              | 2:55  |
| 3.           | Sgt. Baker                                          | Todd Huth    | 4:16  |
| 4.           | American Life                                       |              | 4:32  |
| 5.           | Jerry Was a Race Car Driver                         |              | 3:11  |
| 6.           | Eleven                                              |              | 4:19  |
| 7.           | Is It Luck?                                         |              | 3:27  |
| 8.           | Grandad’s Little Ditty                              |              | 0:37  |
| 9.           | Tommy the Cat (Stimme von Tommy The Cat: Tom Waits) | Todd Huth    | 4:15  |
| 10.          | Sathington Waltz                                    |              | 1:42  |
| 11.          | Those Damned Blue-Collar Tweekers                   |              | 5:20  |
| 12.          | Fish On (Fisherman’s Chronicles, Chapter II)        |              | 7:45  |
| 13.          | Los Bastardos                                       |              | 2:39  |
| Gesamtlänge: | Gesamtlänge:                                        | Gesamtlänge: | 45:43 |

## Besetzung
Alle Informationen zur Besetzung entstammen dem Cover des Albums.

### Primus
- Les Claypool – Bass, Klarinette, Gesang
- Larry LaLonde – E-Gitarre, Banjo
- Tim Alexander ("Herb") – Schlagzeug
- Jay Lane – Schlagzeug auf den Titeln 14 & 15

### Weitere Musiker
- Los Bastardos
  - Schlagzeug: Bryan Mantia, Mike Bordin, Herb
  - Gitarren: MIRV Haggard, Todd Huth, Derek Greenberg, Matt Winegar, Ler
  - Bass: Butthouse, Adam Gates, Les
  - Gesang: Adam Gates, Puffster, Herb, Ler, Les

## Rezeption
Siggy Zielinsky von den Babyblauen Seiten gibt dem Album eine Wertung von 12/15: „Mit ‚Sailing the seas of cheese‘ etablierten Primus ihren Ruf als virtuoses Prog-Funk-Metal-Trio, dessen Stimmungen zwischen aufmüpfig-humorvoll und schräg-depressiv wechseln. Die Musik der Band würde ohne Einflüsse wie Robert Fripp und Metallica wohl ganz anders klingen.“